# Аревут
Аревут (вірм. Արևուտ) — село в марзі Арагацотн, на заході Вірменії. За 11 км на північний схід розташоване місто Талін, за 4 км на північ розташоване село Татул, а за 4 км на південний схід розташоване село Ддмасар, а з заходу вершина Покр Артені (1753 м).